# Багистан
Багистан (др.-греч. Βαγιστάνης) — вавилонянин, который первым сообщил Александру Македонскому о перевороте и аресте Дария III.
Арриан назвал Багистана знатным вавилонянином, Псевдо-Каллисфен — евнухом. Согласно Арриану, в 330 году до н. э. Багистан с Антибелом после ареста Дария III бежали к Александру. Перебежчики сообщили македонскому царю, что Дарий III схвачен Набарзаном, Бессом и Барсаентом. Эта новость побудила Александра взять наиболее быстрые отряды и пуститься в погоню. Через день он достиг места, где находился персидский лагерь из которого дезертировал Багистан, однако персов там уже не было.
В изложении Квинта Курция Руфа, Багистан прибыл к Александру в Тебес и сообщил не о перевороте, а о планах персидских военачальников свергнуть Дария III.
Дальнейшая судьба Багистана неизвестна.